# 무한차분법
무한차분법(無限差分法, 영어: infinite difference method)은 유한차분법을 무한개의 구간으로 확대하여 무한항을 가진 방정식을 풀어 편미분방정식을 근사하는 방법이다.

## 같이 보기
- 유한차분법
- 무한요소법